# Agrostis paulsenii
Agrostis paulsenii é uma espécie de gramínea do gênero Agrostis, pertencente à família Poaceae.